# STS-65
STS-65 — космічний політ шатла «Колумбія» в рамках програми «Спейс Шаттл» з метою проведення різних медико-біологічних і матеріалознавчих експериментів.
Експерименти проводилися в Міжнародній мікрогравітаційній лабораторії «IML-2» (англ. International Microgravity Laboratory), яка розташовувалася в лабораторному модулі «Спейслеб» у вантажному відсіку шатла «Колумбія». У Міжнародній мікрогравітаційній лабораторії IML-2 були встановлені прилади шести космічних агентств: США, Японії, Європи, Франції, Канади, Німеччини. Даний політ став сімнадцятим для шатла «Колумбія». Експедиція стартувала 8 липня 1994 року з Космічного центру імені Кеннеді в штаті Флорида.

## Екіпаж

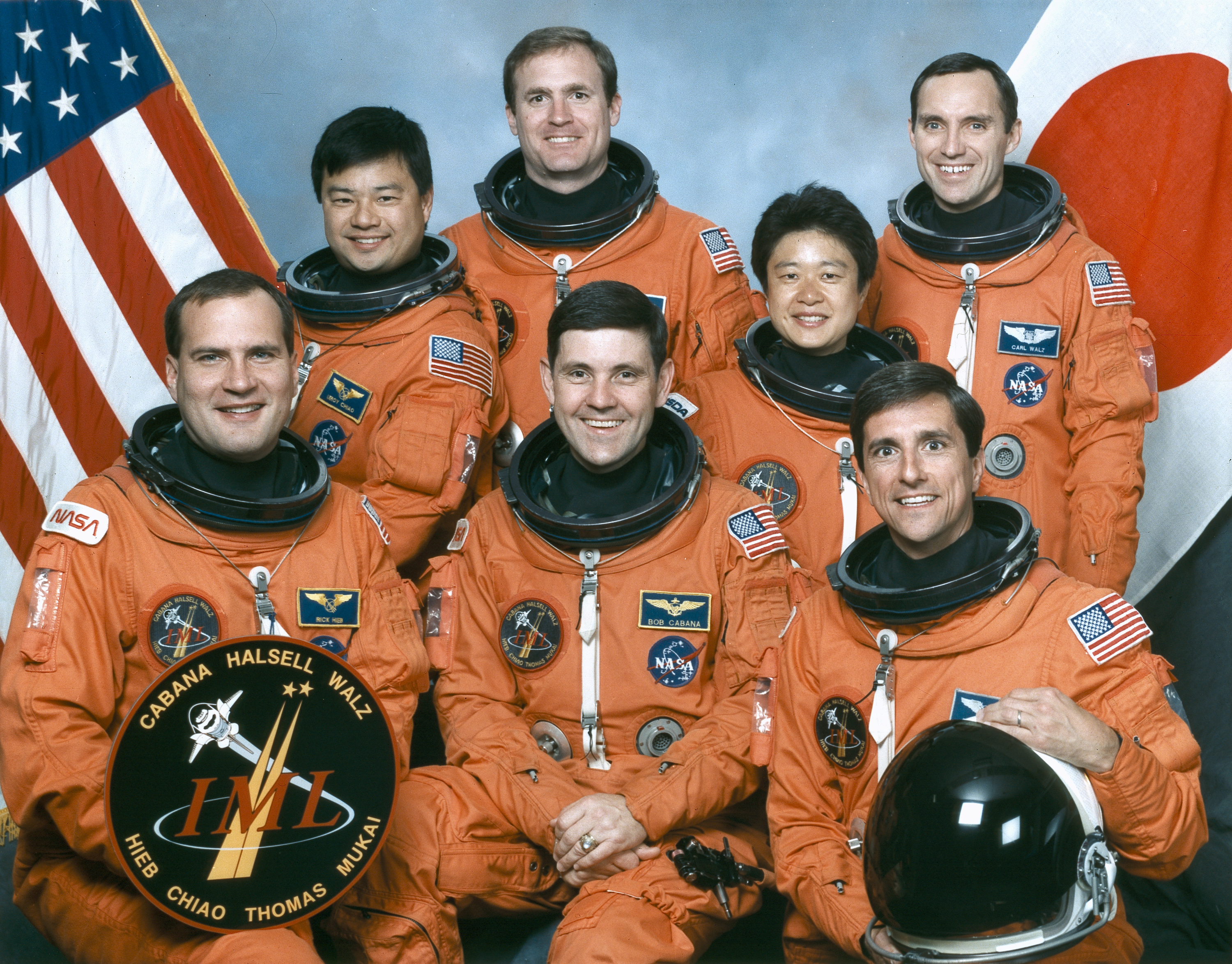
Екіпаж STS-65

- Командир: Роберт Кабана (3)
- Пілот: Джеймс Холселл (1)
- Спеціаліст з програмою польоту 1: Річард Хиб (3)
- Спеціаліст з програмою польоту 2: Карл Волз (2)
- Спеціаліст з програмою польоту 3: Лерой Чіао (1)
- Спеціаліст з програмою польоту 4: Доналд Томас (1)
- Спеціаліст з корисного навантаження 1: Мукай Тіакі (1)